# جان میچام
جان میچام (انگلیسی: John Mitchum؛ ۶ سپتامبر ۱۹۱۹ – ۲۹ نوامبر ۲۰۰۱) یک هنرپیشه اهل ایالات متحده آمریکا بود.